# Coelotes yaginumai
Coelotes yaginumai là một loài nhện trong họ Amaurobiidae.
Loài này thuộc chi Coelotes. Coelotes yaginumai được miêu tả năm 1972 bởi Nishikawa.